# Indosat
Indosat (JSX: ISAT) — второй по количеству абонентов сотовый оператор Индонезии (после Telkomsel), в конце 2006 года обслуживал 16,7 млн пользователей.
Крупнейшие акционеры — правительство Индонезии (14,3 %) и сингапурская ST Telemedia, подконтрольная сингапурскому холдингу Temasek (42 %). Выручка за 2006 год — $1,36 млрд, чистая прибыль — $156,3 млн, капитализация на 14 мая — $4,1 млрд.

## История
В феврале 2013 года Qtel, мажоритарный акционер Indosat, переименовала себя в Ooredoo. За этим последовало переименование всех их дочерних компаний в разных странах. Таким образом, 19 ноября 2015 год Indosat был переименован в Indosat Ooredoo.
В 2014 году Indosat запустила и коммерциализировала услугу 4G на частоте 900 МГц со скоростью загрузки до 42 Мбит/с. Сначала услуга была развернута в крупных городах с запланированным расширением на сельские районы. В ноябре 2015 года Indosat был переименован в Indosat Ooredoo. В 2016 году Indosat объединилась со шведским сервисом потоковой передачи музыки Spotify, чтобы стать первым оператором, предлагающим музыкальные услуги Spotify в Индонезии.
В январе 2021 года Indosat объявила о выходе из спутникового бизнеса.
По состоянию на четвертый квартал 2018 года, у Indosat было 58 миллионов подписчиков. Это резкое снижение по сравнению с 2017 годом (110 миллионов). Доля рынка составила 16,5 %, что сделало их вторым по величине оператором мобильной связи в стране.
С 2022 года принадлежит Ooredoo Hutchison Asia, совместному предприятию Ooredoo и Hutchison Asia Telecom Group (часть CK Hutchison Holdings).